# Arquidiócesis de Ribeirão Preto
La arquidiócesis de Ribeirão Preto (en latín: Archidioecesis Rivi Nigri y en portugués: Arquidiocese de Ribeirão Preto) es una circunscripción eclesiástica de la Iglesia católica en Brasil. Se trata de una arquidiócesis latina, sede metropolitana de la provincia eclesiástica de Ribeirão Preto. Desde el 24 de abril de 2013 su arzobispo es Moacir Silva.

## Territorio y organización
La arquidiócesis tiene 8783 km² y extiende su jurisdicción sobre los fieles católicos de rito latino residentes en 20 municipios del estado de São Paulo: Ribeirão Preto, Altinópolis, Batatais, Brodowski, Cajuru, Cássia dos Coqueiros, Cravinhos, Dumont, Guatapará, Jardinópolis, Luís Antônio, Pontal, Santa Cruz da Esperança, Santa Rita do Passa Quatro, Santa Rosa de Viterbo, Santo Antônio da Alegria, São Simão, Serra Azul, Serrana y Sertãozinho.
La sede de la arquidiócesis se encuentra en la ciudad de Ribeirão Preto, en donde se halla la Catedral de San Sebastián y la basílica menor de San Antonio de Padua.
La arquidiócesis tiene como sufragáneas a las diócesis de: Franca, Jaboticabal y São João da Boa Vista.
En 2023 en la arquidiócesis existían 85 parroquias agrupadas en 10 foranías: Bom Jesus da Cana Verde, Bom Jesus da Lapa, Cristo Operário, Nossa Senhora Aparecida, Santa Maria Goretti, Santo Antônio, Santo Antônio Maria Claret, São Bento, São José y São Sebastião.

## Historia

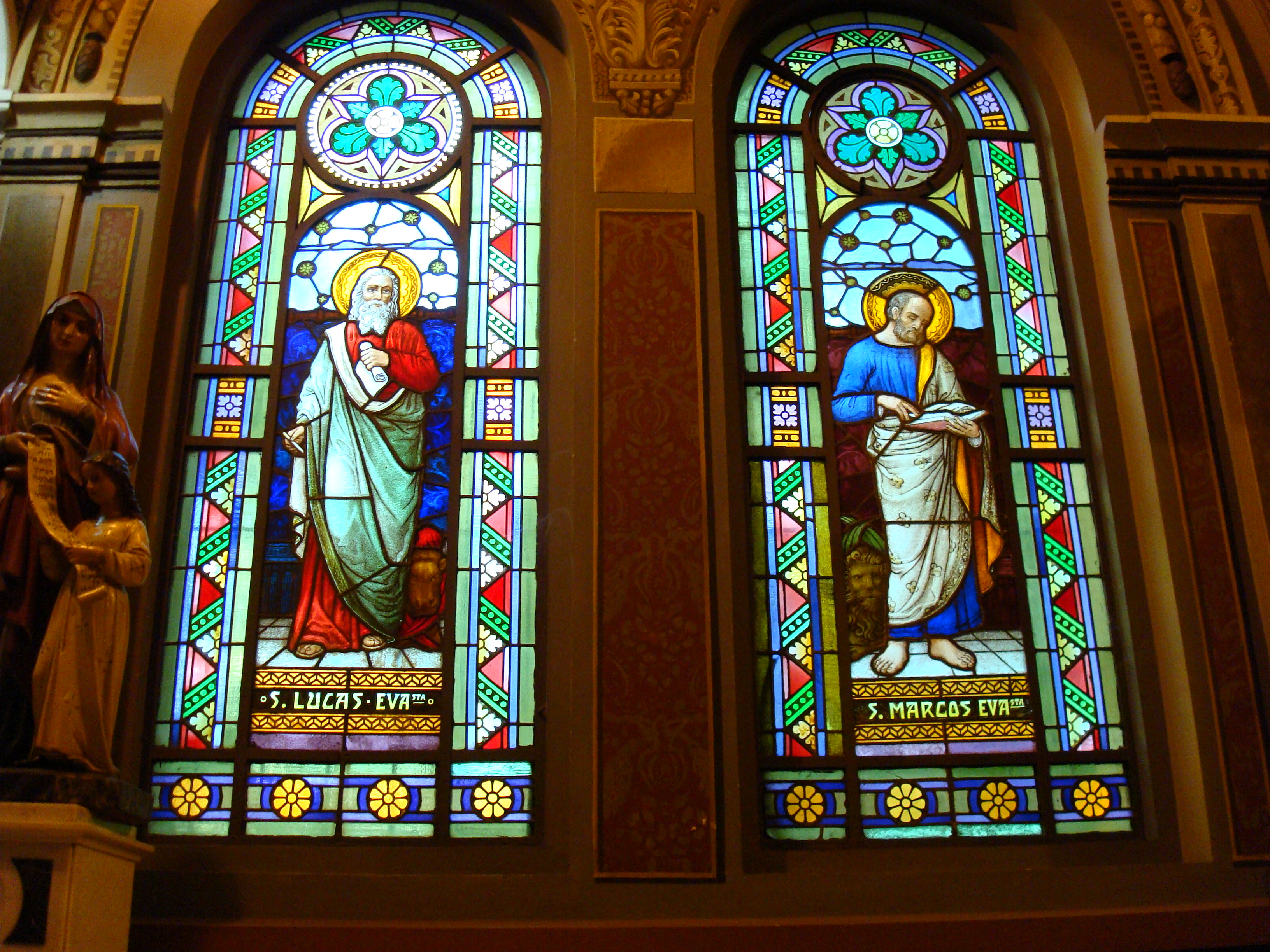
Vitral de la catedral

La diócesis de Ribeirão Preto fue erigida el 7 de junio de 1908 mediante la bula Dioecesium nimiam amplitudinem del papa Pío X, obteniendo el territorio de la diócesis de San Pablo, que fue simultáneamente elevada al rango de arquidiócesis metropolitana (arquidiócesis de San Pablo). Originalmente, la diócesis de Ribeirão Preto era sufragánea de la arquidiócesis de San Pablo.
El 19 de abril de 1958 la diócesis fue elevada al rango de arquidiócesis metropolitana mediante la bula Sacrorum Antistitum del papa Pío XII.
El 16 de enero de 1960 cedió una parte de su territorio para la erección de la diócesis de São João da Boa Vista mediante la bula In similitudinem Christi del papa Juan XXIII.
El 20 de febrero de 1971 cedió una parte de su territorio para la erección de la diócesis de Franca mediante la bula Quo aptius del papa Pablo VI.
El 14 de abril de 1973 cedió otra parte de su territorio para la erección de la diócesis de Barretos mediante la bula Adsiduum studium del papa Pablo VI.
El 22 de mayo de 2025 el papa León XIV elevó al rango de arquidiócesis metropolitana a la diócesis de São José do Rio Preto, por lo que está y las diócesis de Barretos, Catanduva, Jales y Votuporanga de jaron de ser sufragáneas de Ribeirão Preto.

## Estadísticas
Según el Anuario Pontificio 2024 la arquidiócesis tenía a fines de 2023 un total de 901 000 fieles bautizados.
| Año                                                                             | Población            | Población | Población      | Sacerdotes | Sacerdotes    | Sacerdotes    | Bautizados por sacerdote | Diáconos permanentes | Religiosos | Religiosos | Parroquias |
| Año                                                                             | Bautizados católicos | Total     | % de católicos | Total      | Clero secular | Clero regular | Bautizados por sacerdote | Diáconos permanentes | Varones    | Mujeres    | Parroquias |
| ------------------------------------------------------------------------------- | -------------------- | --------- | -------------- | ---------- | ------------- | ------------- | ------------------------ | -------------------- | ---------- | ---------- | ---------- |
| 1950                                                                            | 819 700              | 1 007 123 | 81.4           | 103        | 20            | 83            | 7958                     |                      | 141        | 364        | 55         |
| 1965                                                                            | 720 000              | 800 000   | 90.0           | 123        | 50            | 73            | 5853                     |                      | 75         | 392        | 46         |
| 1968                                                                            | 800 000              | 1 008 400 | 79.3           | 115        | 43            | 72            | 6956                     |                      | 101        | 402        | 57         |
| 1976                                                                            | 383 357              | 476 182   | 80.5           | 62         | 29            | 33            | 6183                     |                      | 47         | 175        | 38         |
| 1980                                                                            | 446 000              | 535 600   | 83.3           | 59         | 28            | 31            | 7559                     | 8                    | 42         | 158        | 40         |
| 1990                                                                            | 860 000              | 955 000   | 90.1           | 70         | 36            | 34            | 12 285                   | 28                   | 90         | 152        | 54         |
| 1999                                                                            | 984 000              | 1 093 000 | 90.0           | 80         | 49            | 31            | 12 300                   | 17                   | 90         | 107        | 56         |
| 2000                                                                            | 754 000              | 838 193   | 90.0           | 88         | 50            | 38            | 8568                     | 15                   | 54         | 116        | 52         |
| 2001                                                                            | 834 000              | 927 625   | 89.9           | 96         | 58            | 38            | 8687                     | 15                   | 38         | 116        | 64         |
| 2002                                                                            | 791 000              | 879 371   | 90.0           | 100        | 64            | 36            | 7910                     | 16                   | 95         | 123        | 66         |
| 2003                                                                            | 703 497              | 879 371   | 80.0           | 103        | 67            | 36            | 6830                     | 16                   | 84         | 123        | 70         |
| 2004                                                                            | 742 100              | 927 625   | 80.0           | 112        | 76            | 36            | 6625                     | 15                   | 92         | 123        | 71         |
| 2010                                                                            | 752 000              | 1 073 000 | 70.1           | 143        | 107           | 36            | 5258                     | 13                   | 131        | 93         | 82         |
| 2014                                                                            | 799 700              | 1 140 000 | 70.1           | 152        | 116           | 36            | 5261                     | 14                   | 131        | 96         | 89         |
| 2017                                                                            | 820 120              | 1 169 000 | 70.2           | 151        | 111           | 40            | 5431                     | 45                   | 135        | 96         | 92         |
| 2020                                                                            | 883 253              | 1 261 789 | 70.0           | 140        | 113           | 27            | 6308                     | 70                   | 47         | 87         | 85         |
| 2022                                                                            | 896 000              | 1 285 000 | 69.7           | 142        | 118           | 24            | 6309                     | 70                   | 46         | 87         | 85         |
| 2023                                                                            | 901 000              | 1 293 000 | 69.7           | 142        | 118           | 24            | 6345                     | 70                   | 46         | 87         | 85         |
| Fuente: Catholic-Hierarchy, que a su vez toma los datos del Anuario Pontificio. |                      |           |                |            |               |               |                          |                      |            |            |            |

## Episcopologio
- Alberto José Gonçalves † (5 de diciembre de 1908-6 de marzo de 1945 falleció)
- Manoel da Silveira d'Elboux † (22 de febrero de 1946-19 de agosto de 1950 nombrado arzobispo de Curitiba)
- Luis do Amaral Mousinho † (18 de marzo de 1952-24 de abril de 1962 falleció)
- Agnelo Rossi † (6 de septiembre de 1962-1 de noviembre de 1964 nombrado arzobispo de San Pablo)
- Felix César da Cunha Vasconcellos, O.F.M. † (25 de marzo de 1965-12 de julio de 1972 falleció)
- Bernardo José Bueno Miele † (12 de julio de 1972 por sucesión-22 de diciembre de 1981 falleció)
- Romeu Alberti † (3 de junio de 1982-6 de agosto de 1988 falleció)
- Arnaldo Ribeiro † (28 de diciembre de 1988-5 de abril de 2006 retirado)
- Joviano de Lima Júnior, S.S.S. † (5 de abril de 2006-21 de junio de 2012 falleció)
- Moacir Silva, desde el 24 de abril de 2013